# Dots per inch
DPI (вимовляється як ді-пі-ай) — скорочення для англ. dots per inch — кількість точок на дюйм.

## Друк фотографій
Розмір фотографій та роздільність знімків:
| Друк        | Мегапіксель (Mpx) | Розмір друку при роздільності в 300 dpi | При роздільності в 200 dpi |
| ----------- | ----------------- | --------------------------------------- | -------------------------- |
| 3 × 4       | 0,17              | 354 × 472                               | 236 × 315                  |
| 10 × 15     | 2,09              | 1181 × 1772                             | 787 × 1181                 |
| 11 × 15 3:4 | 2,30              | 1299 × 1772                             | 866 × 1181 1,02 мп         |
| 13 × 18     | 3,26              | 1535 × 2126                             | 1024 × 1417 1,45 мп        |
| 15 × 20 3:4 | 4,18              | 1772 × 2362                             | 1181 × 1575 1,86 мп        |
| 15 × 22     | 4,60              | 1772 × 2598                             | 1181 × 1732 2,05 мп        |
| 20 × 30     | 8,37              | 2362 × 3543                             | 1575 × 2362 3,72 мп        |
| 30 × 40 3:4 | 16,74             | 3543 × 4724                             | 2362 × 3150 7,44 мп        |
| 30 × 45     | 18,83             | 3543 × 5315                             | 2362 × 3543 8,37 мп        |
| 30 × 60     | 25,12             | 3543 × 7087                             | 2362 × 4724 11,16 мп       |
| 30 × 90     | 37,66             | 3543 × 10630                            | 2362 × 7087 16,74 мп       |

4:3 — відзначені формати зі співвідношенням сторін 4:3.

## Призначення
За допомогою dpi і кількості пікселів можна швидко порахувати приблизний розмір кожного боку фотографії для друку в сантиметрах. Для цього виведена проста формула:
де:
x — шуканий розмір одного боку відбитка в сантиметрах;
r — роздільність боку в пікселях;
d — 2,54 (см/дюйм);
dpi — будь-яка потрібна кількість dpi, наприклад, 300
Параметр dpi може бути лише цілим позитивним числом.
Приклад: за роздільності ширини знімка 2598 пікселів і dpi=300, ширина фото дорівнює {\displaystyle 2598*2.54/300=21.99}, або 22 см.

## DPI комп'ютерної миші
DPI комп'ютерної миші — характеристика миші, кількість пікселів, на яке зрушиться курсор, якщо миша пересунеться на один дюйм.